# Jerzy Paruszewski
Jerzy Paruszewski (ur. 4 lipca 1958 w Warszawie) – polski poeta, satyryk i animator kultury, przez długie lata związany z Żyrardowem.

## Życiorys
Z wykształcenia archeolog, absolwent Uniwersytetu Warszawskiego (1987). Od 1987 do 1990 r. pracownik Muzeum Okręgowego w Żyrardowie (w 2000 r. nazwa placówki została zmieniona na Muzeum Mazowsza Zachodniego w Żyrardowie). W latach 1990–1994 radny Rady Miejskiej Żyrardowa z ramienia Komitetu Obywatelskiego, od 1991 wiceprzewodniczący rady. Jeden z pionierów nadawania lokalnego programu w sieci telewizji kablowej Żyrardowskiej Spółdzielni Mieszkaniowej. Założyciel Samorządowego Ośrodka Telewizyjnego Rady Miejskiej Żyrardowa „Telewizja Żyrardowska” TV-ŻYR. Według jego pomysłu powstały flagi miejskie Żyrardowa (galowa i zwykła).
Redaktor i współautor antologii poezji ŻWL: GORE! (2000) oraz W żyroskopie (2007), a także almanachu poetyckiego Zbliżenia 2 (2010), współautor Slamoteki - zbioru poezji nowej generacji (2010), antologii Szyszki i wiersze (2014), autor tomików wierszy Żarty wierszem lubię, Ynny, Niekoniecznie lekkostrawny, Owaki i taki oraz książki publicystycznej o literaturze Pozytywni (z Jerzym Jankowskim). W 2012 r. ukazał się w Serbii tomik jego poezji w jęz. węgierskim i polskim Hűséges folyók - Wierne rzeki. W tym samym roku poeta trafił do almanachu Adama Siemieńczyka (założyciela grupy „PoEzja Londyn”) Piękni ludzie - Poeci mojej emigracji. W 2014 r. jego wiersze, przełożone na jęz. jakucki, zostały zamieszczone w antologii Pol'sha anygy poettara - Współcześni poeci Polski, wydanej w Republice Sacha (Jakucja) Federacji Rosyjskiej. Autor ponad stu wierszy, które złożyły się na Małą Encyklopedię - Pojęciownik szkoły dawnej i dzisiejszej (pod red. Sabiny Furmańskiej, 2014). Jest też jednym z autorów wierszy zamieszczonych w podręczniku dla nauczycieli wychowania początkowego Odkrywam siebie (Kielce 2014). Również w 2014 r. ukazała się książka poetycka z dwoma zbiorami wierszy: Violetty Paruszewskiej (małż. Jerzego) Tom-i-czek oraz The Best-ja of Jerzy Paruszewski - w tej 2. części wybrane utwory zostały przełożone na jęz. angielski przez Igora W. Pańkowa. Jerzy Paruszewski jest współautorem antologii poezji Mosty: Warszawa - Petersburg (Wydawnictwo Książkowe IBiS, 2015), gdzie jego wiersze przeczytać można w oryginale polskim oraz w tłumaczeniu na jęz. rosyjski (przekład Vera Vinogorova). Także w 2015 r. opublikował w Żyrardowie polsko-rumuński tomik swoich wierszy Krótki przepis hodowlany - Scurt îndrumător de creştere (przekład Alexandru Şerban). W 2016 r., nakładem Wydawnictwa Książkowego IBiS, ukazała się antologia poezji Mosty: Warszawa - Bari, m.in. z jego wierszami po polsku i w tłumaczeniu na jęz. włoski (przekład Joanna Kalinowska). Rok 2016 przyniósł mu również druk wierszy w lubelskim Almanachu Poezji Religijnej A Duch wieje kędy chce (pod red. Mariana Stanisława Hermaszewskiego). Ponadto w 2016, 2017 i 2020 r. powstały w Riazaniu (Federacja Rosyjska) antologie z cyklu Poeticheskiy sbornik Na odnom yazyke - Zbiór poezji Wspólnym językiem, zawierające m.in. wiersze Jerzego Paruszewskiego w przekładach rosyjskich (Igor W. Pańkow, Vera Vinogorova, Vladimir Orso). W 2017 r. jego wiersze zamieszczone zostały w zbiorze Suchasnaya polskaya paeziya v perakladakh berastseytsav - Współczesna polska poezja w przekładach brześcian (tłumaczenie na język białoruski - Anatol Kreydzich). Jest też współautorem antologii poezji Mosty: Warszawa - Ryga (Wydawnictwo Książkowe IBiS, 2017), gdzie jego wiersze wydrukowano w oryginale polskim oraz w przekładzie na jęz. rosyjski (tłumaczenie Vera Vinogorova). Współautor wydawanych w Warnie - po bułgarsku - antologii międzysłowiańskich: Slovoprinoshenie (2017), Rekata i tretiyat y bryag… (2018), Khleb nash nasushchniy… (2019), „O” - kato Otechestvo (2020). W 2018 r. wiersz i obszerna notka biograficzna Jerzego Paruszewskiego opublikowane zostały w antologii Kosmos literatów, która ukazała się w Orlando (Floryda, USA), nakładem Dreamme Little City (pod red. Danuty Błaszak i Anny Marii Mickiewicz). Wiersze tego poety można znaleźć np. w antologiach zatytułowanych Metafora Współczesności - 2018 i 2020 r. - Międzynarodowej Grupy Literacko-Artystycznej „Kwadrat” (pod red. Alicji Marii Kuberskiej, Izabeli Zubko, Agnieszki Jarzębowskiej i Katarzyny Anny Lisowskiej). Do Metafory Współczesności z 2019 r. napisał Posłowie, umieścił w niej także wiersze swoje oraz 22 innych uczestników Żyrardowskich Wieczorów Literackich, jak również rys historyczny ŻWL. W tymże roku Wydawnictwo Książkowe IBiS wydrukowało jego wiersze po polsku i rosyjsku (przekład Vera Vinogorova) w antologii Mosty: Warszawa - Wilno - Grodno - Ryga - Tallin, ponadto biogram i trzy wiersze opublikował w antologii Majstersztyk chleba (pod red. Piotra Goszczyckiego - Wydawnictwo Komograf, Warszawa), a jeden - w Antologii 48. Warszawskiej Jesieni Poezji ...Czeladnicy u Kochanowskiego... (Związek Literatów Polskich). Współautor antologii poezji polskiej Przez miedzę - Cherez mezhu, która ukazała się w jęz. polskim i ukraińskim - nakładem wydawnictwa NIGHTinGALE (2021). W 2022 r. ukazały się dwa tomiki jego wierszy: Chwila przed - A Moment Before - Moment do, opublikowany w jęz. polskim, angielskim i rosyjskim przez Wydawnictwo IBiS Aleksander Nawrocki, jako Tom XXIX Biblioteki „Poezji Dzisiaj” oraz Wolność słowa - Svoboda slova - Vārda brīvība, wydany w jęz. polskim, rosyjskim i łotewskim przez Międzynarodowe Stowarzyszenie Pisarzy w Rydze.
W przeszłości wieloletni współpracownik „Płomyczka”, a od dłuższego czasu „Poezji Dzisiaj”, „Życia Żyrardowa” oraz innych czasopism ogólnopolskich i regionalnych. Gdy w 2015 r. Jerzy Jankowski zainicjował wydawanie „Żyrardowskich Zeszytów Literackich” od początku włączył się w prace zespołu redakcyjnego. Jego wiersze publikują także periodyki zagraniczne, jak bułgarskie „Znaci” (docierające do wszystkich krajów słowiańskich) i - popularne wśród rosyjskojęzycznych czytelników w ponad stu krajach świata - „Planeta Poetów” czy „Akademia Poezji” oraz ukazujący się na Węgrzech i w Rumunii „Irodalmi Jelen”, jak również „Poezia”, kwartalnik Związku Pisarzy Rumunii, greckie „Trzecie Tysiąclecie” i litewskie „Naujoji Romuva" (poeta tłumaczony był ponadto na francuski i łotewski). Współtwórca kabaretu „Sęk”. Prezes Oddziału Zachodniomazowieckiego Ogólnopolskiego Klubu Poetów, Wiceprezes Zarządu Głównego OKP. Współzałożyciel (1996) i Koordynator Żyrardowskich Wieczorów Literackich - grupy poetyckiej oraz Wydawnictwa Literackiego Centrum Kultury w Żyrardowie, opiekun Klubu Polskiej Książki w Żyrardowie, członek ZLP, ZAiKS, PTTK, Międzynarodowego Stowarzyszenia Pisarzy i Publicystów (MAPP-APIA, obecnie Międzynarodowe Stowarzyszenie Pisarzy: MAP-IAW), Komisji Spraw Międzynarodowych Słowiańskiej Akademii Literackiej i Artystycznej w Warnie (Bułgaria) oraz Towarzystwa Przyjaciół Miasta Żyrardowa. Członek Honorowy Klubu Żyrardowskich Muzyków „Muzykus”. Współorganizator festiwali poetyckich i zjazdów pisarzy w Polsce, uczestnik podobnych imprez na Łotwie, Węgrzech, Białorusi, w Bułgarii, Rumunii, Serbii, Wielkiej Brytanii. Juror krajowych i lokalnych konkursów literackich. W plebiscycie „Człowiek Roku Ziemi Żyrardowskiej AD 2013” otrzymał największą liczbę głosów spośród osób nominowanych w kategorii „Kultura”. Podczas gali w 100 Rocznicę Praw Miejskich Żyrardowa (2016) otrzymał z rąk Prezydenta Miasta Żyrardowa, Wojciecha Jasińskiego, prezydencki Medal 100-lecia dla Żyrardowskich Wieczorów Literackich. ŻWL obchodzą w tym samym roku Jubileusz 20 lat istnienia i są jedyną organizacją kulturalną, uhonorowaną ww. medalem.
W drugiej połowie 2023 przeszedł na emeryturę, zachowując jednak aktywność w wybranych dziedzinach życia literackiego.

## Nagrody i wyróżnienia
- 2009 - Odznaka Honorowa „Zasłużony dla Kultury Polskiej”, przyznana przez Ministra Kultury

i Dziedzictwa Narodowego RP.
- 2011 - Laureat Złotej ŻyRybki, przyznanej na Interdyscyplinarnym Festiwalu Sztuk Miasto Gwiazd w Żyrardowie, za wieloletnią działalność na rzecz miasta[1].
- 2014 - Medalista Mistrzostw Świata w Poezji - Londyn.
- 2017 - Srebrny Pierścień z Orłem za współorganizację dziesięciu Festiwali Poezji Słowiańskiej (organizację FPS w Żyrardowie).
- 2018 - Odznaka „25 LAT w PTTK".
- 2021 - Tarcza Przyjaciela Liceum Ogólnokształcącego im. Stefana Żeromskiego w Żyrardowie
- 2021 - Medal im. Barbary Jurkowskiej za wkład w organizację Festiwali Poezji Słowiańskiej i promocję literatury polskiej na forum międzynarodowym
- 2023 - Tarcza Przyjaciela Szkoły Podstawowej nr 2 im. Marii Konopnickiej w Żyrardowie